# Sam Walton
Pour les articles homonymes, voir Samuel Moore, Moore et Walton.
Samuel Moore Walton, né le 29 mars 1918 et mort le 5 avril 1992, est un homme d'affaires américain, un entrepreneur et le fondateur de la chaîne de centres commerciaux Walmart. Il a été pendant plusieurs années l'homme le plus riche des États-Unis.

## Enfance et jeunesse
Né dans une petite ville de l'Oklahoma, Sam Walton grandit pendant la Grande Dépression. Il apprend donc dès l'enfance à se débrouiller pour aider sa famille (il est vendeur de lait puis livreur de journaux). Il étudie ensuite au lycée (où il s'illustre principalement en sport) puis à l'Université du Missouri où il étudie l'économie (il fera partie de la confrérie Beta Theta Pi). Trois jours après avoir obtenu son diplôme, Walton est embauché dans un magasin JCPenney en tant que gérant puis dans l'entreprise de munitions Dupont. En 1942, il rencontre Helen Robson, fille de banquier et elle-même diplômée en commerce, elle deviendra sa femme le 14 février 1943. Peu après, Sam Walton est mobilisé dans l'armée américaine.

## Les premiers magasins
Sam Walton revient à la fin de la guerre (en 1945), il décide d'ouvrir son propre magasin. À l'aide d'un emprunt de 25 000 dollars contracté auprès de son beau-père, il loue alors un magasin franchisé de la chaîne Butler Brothers à Newport dans l'Arkansas. C'est dans ce magasin que le couple mettra au point et testera certains des concepts qui feront leur succès.
Les étagères doivent toujours être remplies pour donner une impression d'abondance avec un grand choix de marchandises à bon prix, et les Walton sont à l'avant-garde concernant la pratique du rabais (grâce à des achats en grandes quantités bien négociés). De plus, le magasin reste toujours ouvert très tard même lors des fêtes de Noël.
Le magasin devient alors le plus performant de la chaîne Butler Brothers ; le propriétaire du magasin, attribuant le succès au bon emplacement du magasin et non aux méthodes révolutionnaires des Walton, décide de ne pas leur renouveler la location pour l'attribuer à son propre fils. Le couple est donc poussé à partir, avec toutefois 50 000 dollars de profits en poche. En 1950, ils ouvrent donc un nouveau magasin Butler Brothers à Bentonville. Durant cette époque, Sam s'illustre beaucoup dans des activités civiques (il s'occupe de l'hôpital local, de l'équipe de baseball, il est élu président du Rotary Club et de la chambre de commerce).

## Construction de Wal-Mart
C'est à ce moment qu'il décide d'ouvrir un second magasin, mais cette fois-ci n'appartenant pas à la chaîne pour laquelle il travaillait. Il va voir chez ses concurrents pour trouver de bons vendeurs pour ce magasin. C'est désormais lui qui recherche et embauche des managers. Il motive ses managers en leur promettant de devenir des actionnaires (limités) de la chaîne, et ceux-ci font donc tout pour maximiser leurs profits. 
C'est ainsi, avec des équipes motivées et les techniques qu'il a déjà testées, qu'il ouvre plusieurs magasins. Il en fait aussi déjà profiter sa famille en associant à son entreprise son frère, son beau-frère et son beau-père. Le 2 juillet 1962, Sam Walton et son frère Bud ouvrent leur premier magasin de rabais à Rogers dans l'Arkansas. Dès la fin de cette année, ils possèdent 16 magasins sous l'enseigne Wal-Mart dans l'Arkansas, le Missouri, et le Kansas.
Wal-Mart exploite aujourd'hui quelque 6 100 magasins (principalement aux États-Unis, mais de plus en plus internationalement), emploie 2,1 millions de salariés et génère un chiffre d’affaires annuel de 476 milliards de dollars. Depuis sa création, Walmart a connu un taux de croissance annuel moyen de 8 %. Premier employeur privé de la planète, l'entreprise pèse aussi lourd que la Suède ou la Suisse.
Ce nom est toujours synonyme de bas prix, mais aussi d'exploitation maximum des salariés. En effet, à partir du début de son expansion, l'entreprise pratique une politique d'interdiction des syndicats et de négation des prétentions salariales (voir Wal-Mart).
On peut attribuer son succès au soin qu'il apportait au respect de la « relation client ». Comme il le disait lui-même : « Il n'y a qu'un patron : le client. Et il peut licencier tout le personnel, depuis le directeur jusqu'à l'employé, tout simplement en allant dépenser son argent ailleurs ».

## Patrimoine
Les convictions de Sam Walton concernant le travail et la famille faisaient de lui un fervent défenseur (et un contributeur financier) du Parti républicain, notamment de George H. W. Bush.
Il est décoré de la médaille présidentielle de la Liberté en 1992. Le magazine Forbes le classe homme le plus riche des États-Unis de 1985 à 1988 (Il est détrôné en 1988 par John Kluge. Bill Gates n'apparaît dans le classement qu'en 1992, année de la mort de Sam Walton).
Ses enfants « Rob », Jim et Alice (ainsi que John décédé en 2005) et sa veuve Helen Walton (décédée en 2007) sont chacun à la tête d'un patrimoine de plus de 50 milliards de dollars (240 milliards de dollars en tout). Ils sont toujours bien placés sur la liste des milliardaires du monde.
Depuis la mort de John qui occupait une place de directeur, seul « Rob » travaille pour la multinationale familiale (en tant que Président du conseil d'administration).